# Хененлоттер, Фрэнк
Фрэнк Хененлоттер — американский кинорежиссёр и сценарист, создатель трилогии «Существо в корзине».

## Биографические сведения
Фрэнк Хененлоттер родился 20 августа 1950 года в Нью-Йорке, там же провёл детство. Уже в юношеском возрасте у него появилась тяга к кинематографу, он снимал любительские короткометражные ленты («Son of Psycho», «Lurid Women»). Его дебютный полнометражный фильм вышел в 1982 году, и назывался «Существо в корзине». Он был снят на стыке таких жанров, как комедия, ужасы и сплэттер, и рассказывал о сиамских близнецах Дуэйне и Билайле. Фрэнк Хененлоттер выступил не только в качестве режиссёра, но и сценариста фильма.. Вторым полнометражным фильмом Хененлоттера стал фильм «Повреждение мозга», вышедший на экраны в 1988 году. Через два год, в 1990 году, на экраны вышли сразу два его фильма: «Франкеншлюха», являющийся вариацией на тему Чудовища Франкенштейна, и «Существо в корзине 2», продолжающий историю Дуэйна и Билайла. Фильмом «Существо в корзине 3: Потомство», вышедшим спустя два года, в 1992 году, трилогия о сиамских близнецах была завершена. После этого фильма в режиссёрской карьере Хененлоттера начиналось «затишье»: за четырнадцать лет (1993—2007) не вышло ни одного нового фильма. В 2008 году на экран вышел фильм «Дурная биология», режиссёром которого является Хененлоттер, сценарий же написан совместно с Р. А. Торбеном.

## Фильмография
| Год  | Фильм                           | Оригинальное название      | Участие                                                   |
| ---- | ------------------------------- | -------------------------- | --------------------------------------------------------- |
| 1982 | Существо в корзине              | Basket Case                | Режиссёр, сценарист, монтажёр, актёр (в титрах не указан) |
| 1988 | Повреждение мозга               | Brain Damage               | Режиссёр, сценарист, монтажёр                             |
| 1990 | Франкеншлюха                    | Frankenhooker              | Режиссёр, сценарист, актёр (в титрах не указан)           |
| 1990 | Существо в корзине 2            | Basket Case 2              | Режиссёр, сценарист                                       |
| 1992 | Существо в корзине 3: Потомство | Basket Case 3: The Progeny | Режиссёр, сценарист                                       |
| 2008 | Дурная биология                 | Bad Biology                | Режиссёр, сценарист, монтажёр                             |